# أوين ميرفي
أوين ميرفي هو مصرفي وشخصية أعمال ومؤلف وسمسار تأمين وسياسي كندي، ولد في 9 ديسمبر 1827 في كندا، وتوفي في 4 أكتوبر 1895 في مدينة كيبك في كندا. حزبياً، نشط في حزب كيبيك الليبرالي.

## مناصب
- انتخب رئيس [الإنجليزية]‏ (1880 – 1882).
- انتخب عضو الجمعية الوطنية في كيبك [الإنجليزية]‏ (14 أكتوبر 1886 – 4 مايو 1889).
- انتخب عضو الجمعية الوطنية في كيبك [الإنجليزية]‏ (30 ديسمبر 1889 – 17 يونيو 1890).
- انتخب List of mayors of Quebec City [الإنجليزية]‏ (4 مايو 1874 – 6 مايو 1878).
- انتخب عضو الجمعية الوطنية في كيبك [الإنجليزية]‏ (17 يونيو 1890 – 8 مارس 1892).